# Moschea Imam Muhammad ibn Abd al-Wahhab
La moschea Imam Muḥammad ibn ʿAbd al-Wahhāb, nota anche come moschea di Stato del Qatar, è la moschea nazionale del Qatar. È dedicata a Muḥammad ibn ʿAbd al-Wahhāb, predicatore, studioso e teologo sunnita originario della regione del Najd, fondatore del movimento wahhabita.
L'edificio venne inaugurato nel 2011 alla presenza dell'emiro del Qatar.

## Descrizione
La moschea è edificata in stile arabo tradizionale, con particolari moderni. Copre un'area totale di 175164 m², permettendo a fino 11 000 uomini di pregare nella sala centrale climatizzata della moschea, mentre l'area dedicata ai fedeli di sesso femminile ha una capacità di 1 200 persone. Oltre alle 3 porte principali vi sono 17 ingressi secondari, 28 cupole di grandi dimensioni che sovrastano la sala centrale e 65 ulteriori cupole a copertura del quadrilatero esterno. L'intero complesso può ospitare fino a 30 000 persone.

## Critiche e controversie
Nel 2012 venne vietato ai bambini di entrare nella moschea nel mese di Ramadan durante la recita delle preghiere tarawih, generando tensioni tra genitori e personale addetto alla sicurezza. Una fedele con un bambino di età inferiore ai 3 anni lamentò di essere stata allontanata durante le preghiere del tramonto, quando la moschea era poco affollata. In seguito alle sue proteste, le venne offerto un tappeto da preghiera e le venne indicata un'area prossima alla stanza delle abluzioni, ma non le venne permesso di accedere all'area designata per la preghiera. Anche fedeli di sesso maschile presentarono simili lamentele. Il divieto fu confermato nel 2013, provocando ulteriore indignazione tra i frequentatori della moschea.
Visitando la moschea, il teologo Mohamad al-Arefe affermò che la jihad in Siria era necessaria, spendendosi in un'apologia del gruppo militante islamista fronte al-Nusra. Zaghloul El-Naggar espresse invece presso la struttura in due distinte occasioni le proprie teorie del complotto sull'attentato al World Trade Center dell'11 settembre 2001.
Presso la moschea nel mese di febbraio 2013 l'ʿĀlim Sa'ad Ateeq al-Ateeq pronunciò un sermone in cui invocava la fine di Ebrei e Cristiani per mano di Dio, chiedendo che i musulmani e l'Islam fossero esaltati dallo stesso. Il 2 ottobre dello stesso anno egli ripeté questi concetti in una nuova orazione. A febbraio 2014 il locale Ministero delle dotazioni e degli affari islamici comunicò tramite social network che la moschea avrebbe ospitato un nuovo sermone dell'ʿĀlim, che predicò qui anche il 6 ed il 9 luglio, durante il Ramadan. A gennaio 2015 in ulteriore sermone presso la moschea, Sa'ad Ateeq al-Ateeq invocò la distruzione di sciiti, cristiani, alauiti ed ebrei e l'esaltazione dei musulmani e dell'Islam. Anche questo sermone venne pubblicizzato sul sito internet e sui social network del Ministero delle dotazioni e degli affari islamici, oltre che sul profilo twitter di Sa'ad Ateeq al-Ateeq. Foundation for Defense of Democracies, The Daily Beast e Foreign Policy hanno pubblicato articoli sull'ʿĀlim e le sue opinioni, fornendo informazioni sulle attività da lui svolte presso la moschea e sponsorizzate dal governo qatariota.
Nel 2017 venne pubblicata dal quotidiano saudita Okaz una petizione firmata da 200 discendenti di Muḥammad ibn ʿAbd al-Wahhāb volta a cambiare l'intitolazione della moschea, assumendo distanza dal governo qatariota.

## Galleria d'immagini

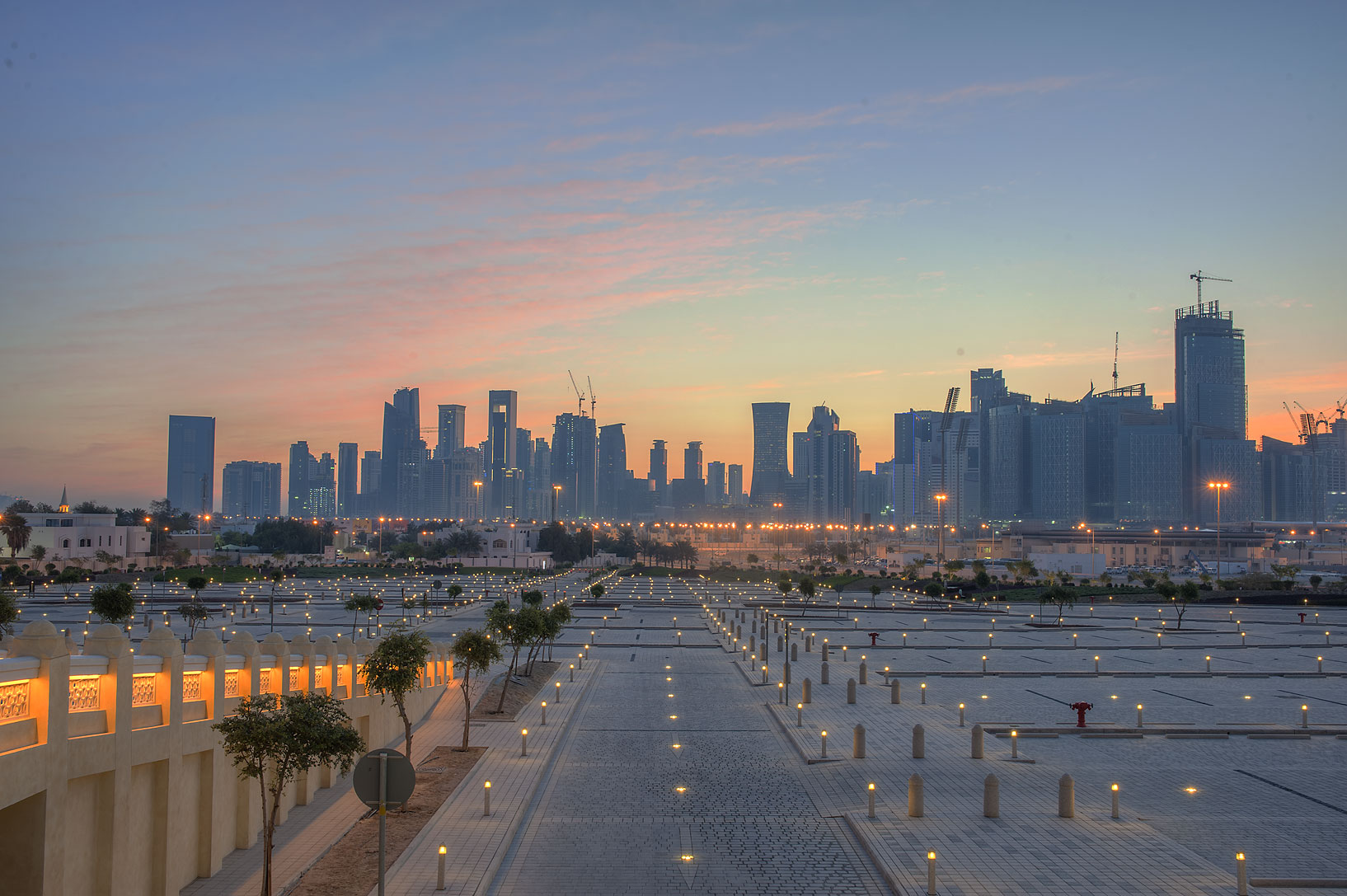
Parcheggio della struttura.
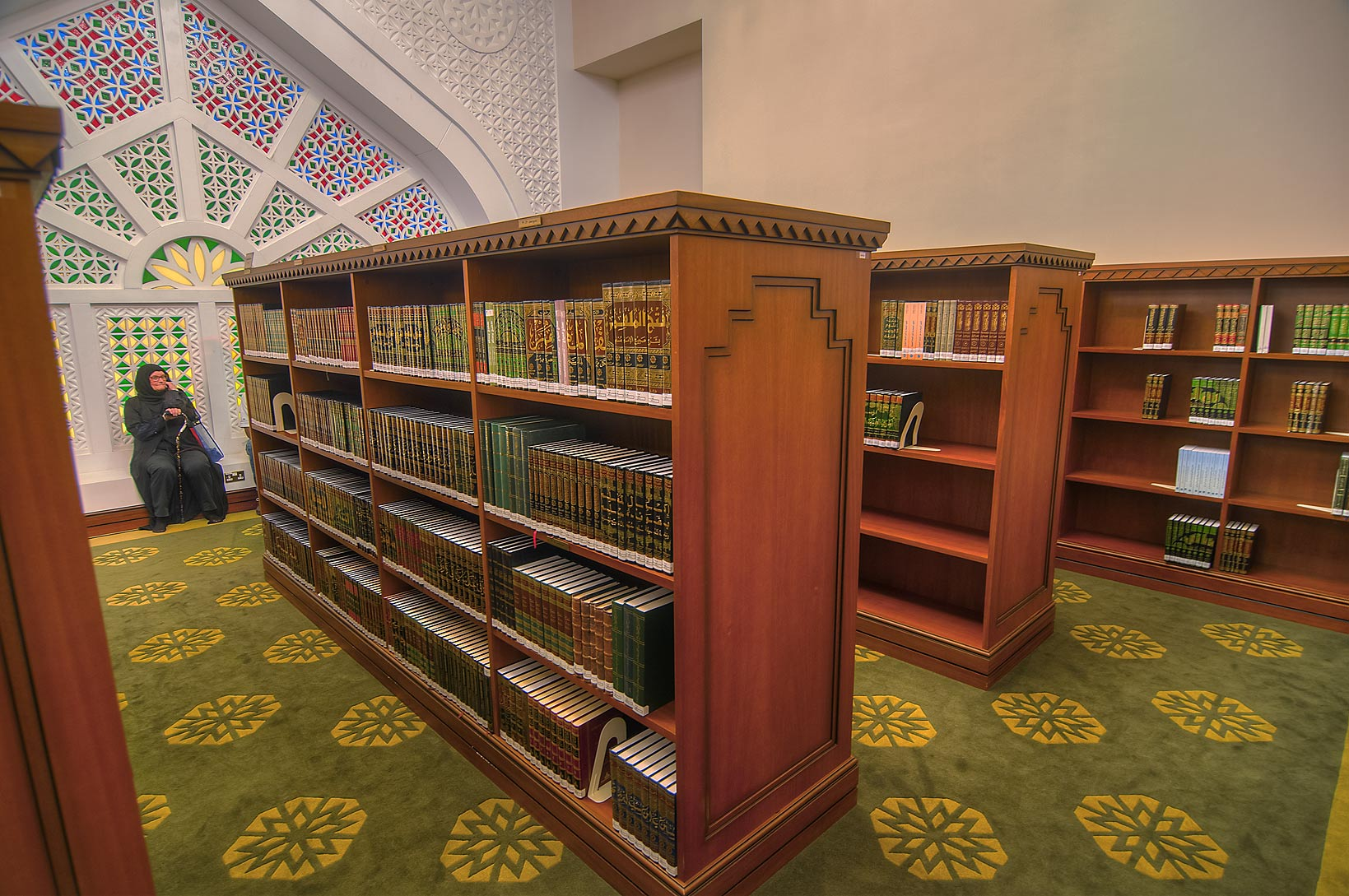
Biblioteca interna.
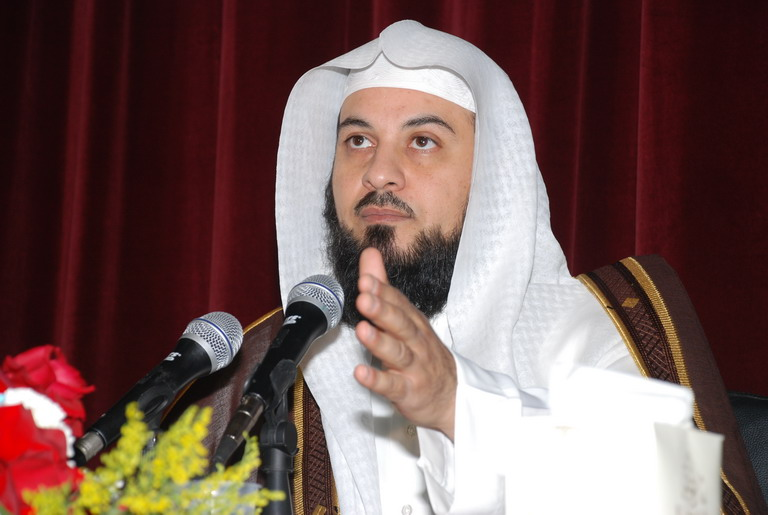
Mohammed Al-Arefe.
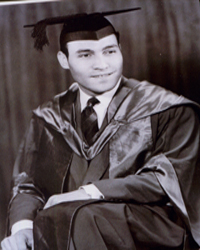
Zaghloul El-Naggar.